# Leif Frey
Leif Frey (* 14. Januar 1979 in Lüdenscheid) ist ein ehemaliger deutscher Skispringer.

## Werdegang
Frey lebt in Lüdenscheid und startete für den örtlichen SC Lüdenscheid. Als Schüler nahm er bereits 1990 an ersten FIS-Wettkämpfen teil. Seine erfolgreichste Zeit hatte er um das Jahr 1999. Sein Debüt im Skisprung-Weltcup gab Frey zum Auftakt der Vierschanzentournee 1998/99 in Oberstdorf, wo er den Finaldurchgang als 44. jedoch klar verpasste. Weitere Einsätze folgten im Januar und Februar in Japan. Während er in Sapporo bei zwei Springen als 34. und 32. die finalen Durchgänge noch knapp verpasste, belegte er in Harrachov den 20. Platz und gewann zum ersten und einzigen Mal Weltcup-Punkte. Es folgte nur noch ein einziger Einsatz im Weltcup, in Oberstdorf zum Auftakt der Vierschanzentournee 2001/02. 2002 startete Frey noch in mehreren Continental-Cup-Wettbewerben, ohne jedoch nennenswerte Resultate zu erzielen.

## Statistik

### Weltcup-Platzierungen
| Saison  | Platz | Punkte |
| ------- | ----- | ------ |
| 1998/99 | 75.   | 11     |

### Continental-Cup-Platzierungen
| Saison  | Platz | Punkte |
| ------- | ----- | ------ |
| 1997/98 | 132.  | 067    |
| 1998/99 | 012.  | 483    |
| 1999/00 | 079.  | 165    |
| 2000/01 | 194.  | 017    |
| 2001/02 | 180.  | 029    |